# Голдап (гміна)
Гмі́на Го́лдап (пол. Gmina Gołdap) — місько-сільська гміна у північній Польщі. Належить до Голдапського повіту Вармінсько-Мазурського воєводства.
Станом на 31 грудня 2011 у гміні проживало 20475 осіб.

## Територія
Згідно з даними за 2007 рік площа гміни становила 361.73 км², у тому числі:
- орні землі: 62.00 %
- ліси: 26.00 %

Таким чином, площа гміни становить 46.86 % площі повіту.

## Населення
Станом на 31 грудня 2011:
| Опис     | Загалом | Загалом | Чоловіки | Чоловіки | Жінки | Жінки |
| -------- | ------- | ------- | -------- | -------- | ----- | ----- |
| одиниця  | осіб    | %       | осіб     | %        | осіб  | %     |
| все      | 20475   | 100     | 10195    | 49.79    | 10280 | 50.21 |
| міське   | 13775   | 100     | 6798     | 49.35    | 6977  | 50.65 |
| сільське | 6700    | 100     | 3397     | 50.70    | 3303  | 49.30 |

## Населені пункти
Солтиства:
1. Балупяни
2. Барково
3. Бітково
4. Боткуни
5. Дунаєк
6. Дзєнґєле
7. Ґлувка
8. Ґурне
9. Ґрабово
10. Яблуньске
11. Яни
12. Єзьорки-Вельке
13. Юхнайце
14. Коніково
15. Косьмідри
16. Ковалькі
17. Козаки
18. Лободи
19. Марциново
20. Насути
21. Осово
22. Петрашкі
23. Поґожель
24. Рожинськ-Великий
25. Седлисько
26. Скоче
27. Сучки
28. Вілкайце
29. Затики

Села:
1. Бабки
2. Блажеєво
3. Боцьвінка
4. Боцьвінський Млин
5. Броніше
6. Чарново-Вєлькі
7. Данбє
8. Дунаєк-Мали
9. Ґалвеце
10. Ґєралішки
11. Ґолдап (хутір)
12. Ґриґєлішки
13. Ябрамово
14. Янки
15. Яново
16. Єзьорки-Мале
17. Юркішки
18. Кальнішки
19. Кальково
20. Камьонки
21. Кольнішки
22. Колково
23. Мажуцє
24. Нєдршвіца
25. Нова Боцьвінка
26. Окрасін
27. Осєлки
28. Пєтраше
29. Пєнкне-Лаки
30. Реґєле
31. Ростек
32. Рожиньск-Мали
33. Рудзє
34. Самоніни
35. Скуп
36. Соколи
37. Соманіни
38. Шиліни
39. Татари
40. Ужбале
41. Вронкі-Вєлькі
42. Вротково
43. Вілкаси
44. Влости
45. Зєлонка
46. Желазки

## Сусідні гміни
Гміна Голдап межує з такими гмінами: Бане-Мазурське, Дубенінкі, Ковале-Олецьке, Філіпув.